# Evocatio
L’evocatio est une procédure religieuse de la Rome antique par laquelle un dieu d'une cité ennemie est invité, durant un conflit entre Rome et celle-ci, à quitter le peuple ennemi, et à venir s'installer à Rome, où la divinité recevra un temple et les cultes qui lui sont dus.
Exemples d'evocatio connues :
- Evocatio de la Junon Reine de Véies, pratiquée durant la guerre contre Véies en -396[1],[2]. La déesse est évoquée par Camille et installée à Rome sur l'Aventin ;
- Minerva Capta emmenée en -241 à Rome depuis Faléries[1];
- Durant la prise de Carthage, lors de la troisième guerre punique par Scipion Émilien, en 146 av. J.-C. Scipion Émilien promet à Tanit un temple et un culte dans sa cité pour qu'elle quitte Carthage avant l'assaut final.